# Acuminite
L'acuminite est un minéral très rare de la classe des minéraux « halogénures » de formule chimique Sr[•AlF4(OH)(H2O] et donc un fluorure d'aluminium de strontium hydraté. L'acuminite cristallise dans le système cristallin monoclinique et ne développe que des cristaux et des groupes de cristaux de taille millimétrique, dipyramidaux et de type pointe de lance. Le minéral est généralement incolore et transparent. En raison de la réfraction multiple de la lumière due à des défauts de la grille ou à la formation polycristalline, il peut également apparaître blanc et prendre une couleur jaune en raison de l'action des rayons X.

## Historique
L'acuminite a été découverte pour la première fois dans le gisement de Kryolith près d'Ivittuut au Groenland en 1981-1982. Après reconnaissance par l'Association internationale de minéralogie en 1986, la première description est publiée par H. Pauly et O. V. Petersen un an plus tard. En raison de son habitus caractéristique, les deux hommes ont nommé le minéral d'après le mot latin « acumen » (["pointe de lance"]).
Le symbole IMA, également reconnu par l'IMA/CNMNC depuis 2021, est « Acu ». Le matériau type du minéral (holotype) est conservé dans la collection minéralogique de l'Université de Copenhague. Il s'agit d'un échantillon, d'un flacon de fragments et de cristaux ainsi que de divers cristaux montés.

## Classification
Comme l'acuminite n'a été reconnue comme un minéral autonome qu'en 1986, elle est dans la 8e édition de la classification des minéraux selon Strunz. Le minéral a reçu le numéro de système et minéral III/C.01-020. Cela correspond à la classe des « halogénures » et à la section « doubles halogénures (généralement avec OH, H2O) », où l'acuminite forme avec l'artroïte, la chukhrovite-(Ca), la chukhrovite-(Ce), la chukhrovite-(Nd), la chukhrovite-(Y), la crédite, la gearksutite, la jacassonite, la léonardsénite, la méniaylovite et la tikhonenkovite un groupe sans nom avec le numéro de système III/C.01 (dernière mise à jour en 2009 par l'IMA).
L'acuminite est donc dans la section des « halogénures complexes ». Celle-ci est subdivisée en fonction de la structure cristalline, de sorte que le minéral se trouve selon sa structure dans la sous-section « Aluminofluorures de groupe (soro-aluminofluorures) », où il est, avec la tikhonenkovite, la «groupe tikhonenkovite» avec le numéro de système 3. CC.10 forme. La classification de Dana, principalement utilisée dans l'espace anglophone, classe également l'acuminite dans la classe des « halogénures » et dans la section des « halogénures complexes – fluorures d'aluminium ». Il en est ici le seul membre d'un groupe non nommé avec le numéro de système 11.06.17 au sein de la sous-division « Complexes halogénures – fluorures d'aluminium avec différentes formules ».

## Chimie
Selon Pauly et Petersen, l'analyse chimique par l'eau a donné une composition moyenne de 37,04 % de Sr, 11,86 % d'Al, 33,52 % de F, 6,82 % de l'OH (calculée à partir du déficit anionique) et 7,80 % d'H2O (calculée sur la base d'une molécule d'eau par unité de formule) ainsi que 0,0026 % de Li et 0,0185 de Ca. Cela correspond à la formule empirique Sr0,98Al1,02F4,07(OH)0,93·H2O, les éléments lithium et calcium contenus dans les traces étant ignorés. La formule idéalisée SrAlF4(OH)·H2O a été créée lors de la clarification de la structure cristalline par Andersen, Ploug-Sørensen & Leonardsen.

## Structure cristalline

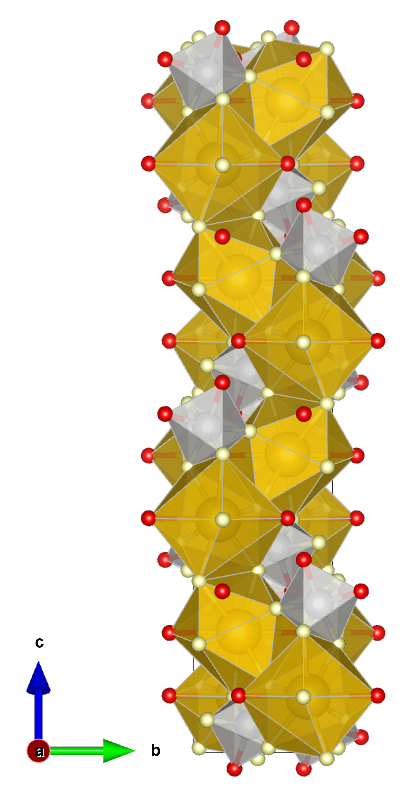
Représentation polyédrique

L'acuminite cristallise de manière monoclinique dans le groupe spatial C2/c (groupe d'espaces n° 15) avec les paramètres de grille a = 13,223(1) Å; b = 5,175(1) Å, c = 14,251(1) Å et β = 111,61(2)° ainsi que 8 unités de formule par cellule élémentaire. La structure cristalline de l'acuminite se compose de polyèdres de strontium (Sr) à neuf fois coordonnés et d'octaères d'aluminium à six coordonnés avec des coins et des arêtes partagées qui forment ensemble des couches bossues perpendiculaires à l'axe b.
| Structure cristalline |
| - Avec direction de vue parallèle à l'axe a - Avec direction de vue parallèle à l'axe b - Avec direction de vue parallèle à l'axe c - Représentation spatiale dans l'orientation cristallographique standard |
| Correspondance des couleurs : strontium0aluminium0fluor0 oxygène |

## Variante
Le composé Sr[AlF4(OH)]·H2O est dimorphe et connait une variante monoclinique dans la nature, avec toutefois un groupe d'espace et des paramètres de maille différents, la tikhonenkovite.

## Gîtologie et gisement
Dans sa localité type près de la ville groenlandaise d'Ivittuut, l'acuminite a été trouvée dans une petite cavité d'un échantillon minéral provenant d'une partie riche en strontium du gisement de cryolite. Le minéral est y est associé en paragenèse avec la coelestine, la fluorine, la gearksutite, la jarlite, la pachnolite, la stonite hydrokénorale et la thomsénolite. En 2024, seuls deux autres sites d'acuminite sont connus : un gisement dans une pegmatite granitique près de Papachacra dans le département argentin de Belén et la mine de Sarabau (appelée également Lucky Hill Mine), un gisement hydrothermal de type Carlin avec minéralisation de skarn avec antimoine (Sb), arsenic (As) et or (Au), près de la ville minière de Bau dans l'État malais de Sarawak.